# Lee Hyori
Lee Hyo-ri (hangul: 이효리; ur. 10 maja 1979 w Cheongwon) – południowokoreańska piosenkarka i aktorka.

## Biografia
Karierę muzyczną rozpoczęła w 1998 wchodząc w skład czteroosobowej grupy Fin.K.L (Fine Killing Liberty). 
W 2003 r., podjęła karierę solową. Pierwszy album Stylish E przyniósł jej popularność oraz siedem prestiżowych koreańskich nagród "Daesang" (odpowiednik nagrody "Artysta roku"). 
W styczniu 2005 roku Hyori zadebiutowała aktorsko w serialu telewizyjnym stacji SBS "Three Leaf Clover".
W 2006 roku wydany został drugi album "Dark Angel, otoczony atmosferą kontrowersji z powodu oskarżeń o plagiat, nie przyniósł już takiego sukcesu. Mimo to, pod koniec 2006 Hyori podpisała nowy kontrakt z firmą Mnet Entertainment, która uczyniła ją najlepiej opłacaną wokalistką w Korei Południowej.

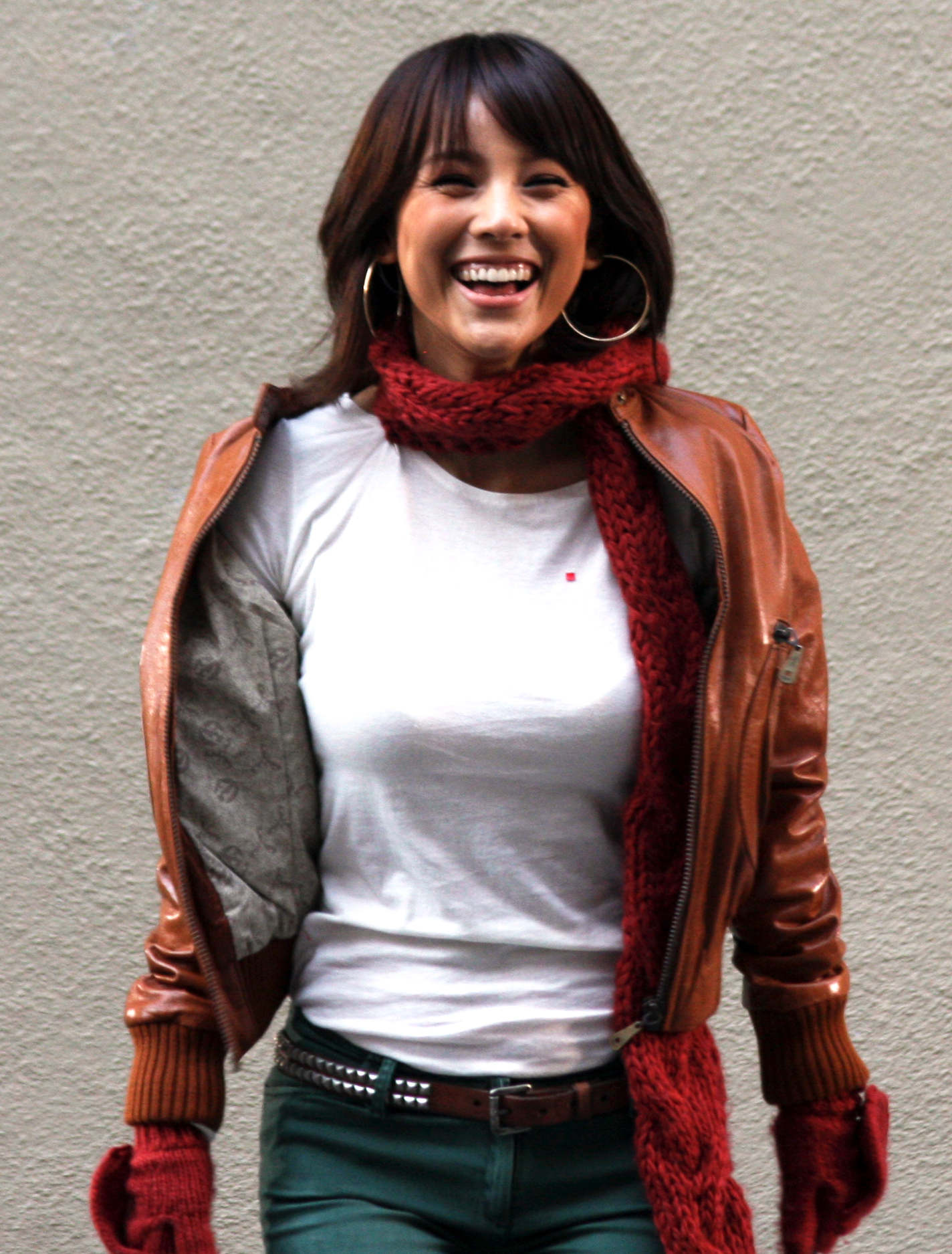
Lee Hyori podczas sesji zdjęciowej Christophera Petersona

W 2007 r., Hyori wystąpiła u boku Lee Dong-gun w miniserialu "If Love ... Like Them". Jej nowy singiel "If in Love Like Them" był ścieżką dźwiękową do tego serialu. Lecz koreański komitet radiofonii i telewizji uznał, że serial ten nie może być emitowany w południowokoreańskiej telewizji z powodu naruszenia wytycznych reklamowych, takich jak użycie utworów Hyori w ścieżce dźwiękowej i kilku scen reklamujących produkty swoich sponsorów. Jednak dramat był transmitowany w Japonii w stacji Fuji TV CS. Sieć zaprosiła także Hyori do Japonii, aby pomogła w promocji serialu.
Hyori współprowadziła także wiele programów telewizyjnych, takich jak "Happy Together",  "Sang Sang Plus" i innych. W 2008 roku wydała swój trzeci studyjny album It's Hyorish. 10 dni przed oficjalną premierą sprzedano 60 000 egzemplarzy w przedsprzedaży. Album stał się jednym z najbardziej udanych albumów południowokoreańskiej artystki solowej w 2008 roku.
Umowa Hyori z Mnet Media wygasła w listopadzie 2009 roku. Nie odnowiła umowy, ponieważ chciała współpracować z Gil Entertainment (obecnie B2M Entertainment). Jednak jej album "H - Logic" z 2010 roku został wydany pod szyldem Mnet Media.
12 kwietnia 2010 roku, Hyori wydała swój czwarty album H-Logic. Album H-Logic składał się z czternastu piosenek. Hyori współpracowała na nim z Daesung z Big Bang, Jeon Ji-yoon z 4minute, Bekah z After School, Gary z Leessang, Sangchu z Mighty Mouth i E-Tribe. Album został skomponowany przez firmę Bahnus. Jednak nie był zgodny z oczekiwaniami, a zamiast tego miał problemy z plagiatem. Hyori przyznała, że oskarżenia o plagiat przeciwko niej były prawdziwe. 21 czerwca 2010 roku stwierdziła także, że została "oszukana" i tymczasowo wstrzymała wszystkie czynności związane ze śpiewem, a także zawiesiła swoje występy w telewizji.

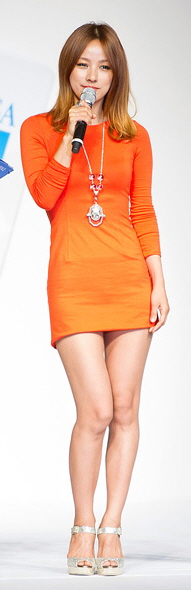
Lee Hyori na Cotton Day 2012 w Seulu

Od 26 lutego 2012 roku, Hyori i piosenkarz, autor tekstów, pianista Jung Jae-hyung prowadzili wspólnie program muzyczny "Jung Jae-hyung & Lee Hyori's You and I" na SBS. Po dziesięciu miesiącach z powodu niskich ocen 14 października 2012 r., został wyemitowany ostatni odcinek programu.
Piąty album studyjny Hyori, Monochrome, ukazał się 21 maja 2013 r. I był to jej ostatni album z B2M Entertainment. We wrześniu 2013 roku Hyori poślubiła gitarzystę rockowego zespołu "Roller Coaster", Lee Sang-soona.
W lutym 2015 r., Hyori postanowiła odpocząć od przemysłu rozrywkowego. W październiku przedstawiciel Hyori powiedział mediom, że Hyori zrobi sobie 2-letnia przerwę od kariery rozrywkowej "aby mieć czas dla siebie".
Hyori powróciła w listopadzie 2016 roku, współpracując z wytwórnią Kiwi Media Group.
25 czerwca 2017 r., miał miejsce pierwszy odcinek programu stacji JTBC "Hyori's Homestay" który Hyori prowadzi wraz z mężem. Program nagrywany jest w rezydencji Hyori i Lee Sang-soona na wyspie Czedżu, gdzie otworzyli pensjonat. 4 lipca 2017 r., wydany został szósty album Black wraz z oficjalnym teledyskiem do utworu tytułowego w stylu rustykalnym. Skomponowała osiem i napisała dziewięć z dziesięciu piosenek, Hyori jest również producentem albumu.

## Wydane albumy
| Rok  | Tytuł        | Data wydania |
| ---- | ------------ | ------------ |
| 2003 | Stylish E    | 14 sierpnia  |
| 2006 | Dark Angel   | 9 lutego     |
| 2008 | It's Hyorish | 16 lipca     |
| 2010 | H-Logic      | 14 kwietnia  |
| 2013 | Monochrome   | 21 maja      |
| 2017 | Black        | 4 lipca      |

## Filmografia

### Filmy
- The Spy Gone North (2018)
- Dancing Queen (2012)
- Emergency 19 (2002)

### Seriale
- On Air (2008) odc.1
- If in love... like them (SBS 2007)
- Three Leaf Clover (SBS 2005)